# Saccharodite inermis
Saccharodite inermis är en insektsart som beskrevs av Matsumura 1981. Saccharodite inermis ingår i släktet Saccharodite och familjen Derbidae. Inga underarter finns listade i Catalogue of Life.